# Chensit
Chensit (auch Chensut) ist eine Gottheit der ägyptischen Mythologie; die Bedeutung ihres Namens ist unbekannt. Sie wurde im 20. unterägyptischen Gau als Gefährtin des Sopdu verehrt und taucht erstmals in den Pyramidentexten des Alten Reiches auf. In der Spätzeit gehörte sie zum Kreis der Göttinnen des Auges und des Diadems (Uräus). Sie trägt hier die Bezeichnungen „Uräus des Sopdu“ und „Uräus des Re“. In den Sprüchen gegen den Gott Seth gilt sie als Feuergöttin, die den Feind vertreibt.
Bildliche Darstellungen der Chensit sind sehr selten und entsprechen den Darstellungsformen der Göttinnen Isis und Hathor, mit denen Chensit oft gleichgesetzt wurde. Sie erscheint daher als Frau mit Sonnenscheibe und Kuhhörnern auf dem Kopf, als Frau mit Maat-Feder auf dem Kopf oder als Frau mit Kuhkopf.